# Kali chromi alum
Chromi alum hoặc kali disunfatochromat(III) là kali sunfat kép của Chromi. Công thức hóa học của nó là KCr(SO
4)
2 và nó thường được tìm thấy trong dạng dodecahydrat của nó như KCr(SO
4)
2· 12(H
2O). Nó được sử dụng trong da thuộc.

## Điều chế và tính chất

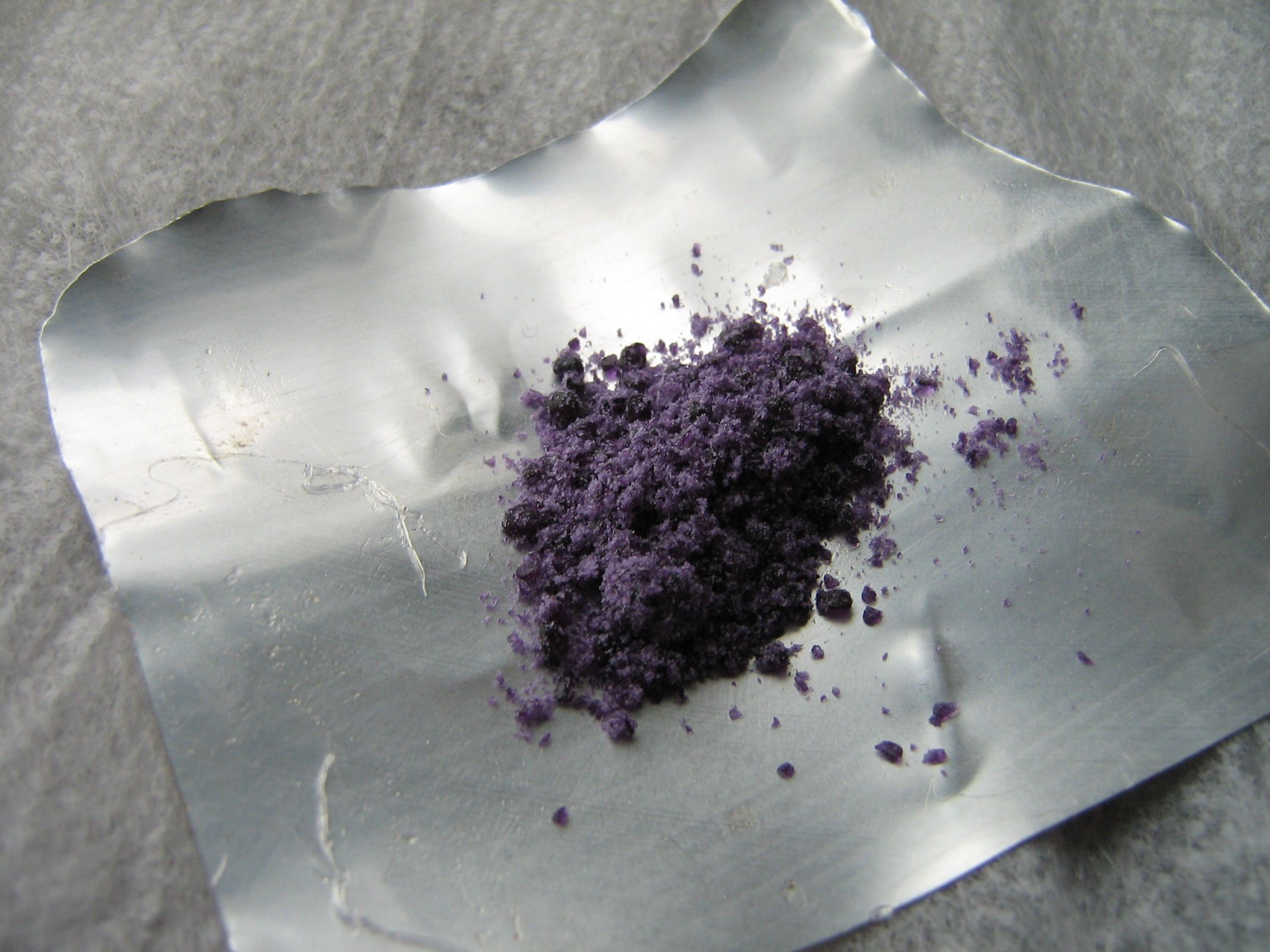
Chromi alum

Chromi alum được sản xuất từ muối Chromiat hoặc từ hợp kim ferrochromi. Dung dịch nước kali điChromiat cô đặc có thể được khử, thường là với lưu huỳnh dioxide nhưng cũng với alcohol hoặc fomandehit, với sự có mặt của axit sunfuric ở nhiệt độ <40 °C. Một cách khác và ít phổ biến hơn, các hợp kim ferrochromi có thể được hòa tan trong axit sunfuric và sau khi lọc kết tủa của sắt(II) sunfat, Chromi alum kết tinh khi bổ sung kali sunfat.
Dung dịch nước có màu tím sẫm và chuyển sang màu xanh lá cây khi nó được làm nóng ở trên 50 °C. Ngoài các mẫu dodecahydrat, hexahydrat KCr(SO
4)
2· 6H
2O, đihydrat KCr(SO
4)
2· 2H
2O, và monohydrat KCr(SO
4)
2· H
2O cũng được biết đến.

## Ứng dụng
Chromi alum được sử dụng trong da thuộc của da như Chromi(III) làm ổn định da bằng cách lai chéo các sợi collagen trong da. Tuy nhiên, ứng dụng này đã lỗi thời vì Chromi(III) sunfat được dùng nhiều hơn.
Nó cũng được sử dụng trong keo nhũ tương trong nhiếp ảnh làm chất làm cứng.